# Crucificada
Una crucificada es una representación artística o una imagen real de una mujer atada o clavada en una cruz. Según los casos, esta aparece vestida o bien total o parcialmente desnuda. 
En la Antigua Roma se empleaba la crucifixión como método de ejecución pública, sin importar que el condenado (previamente desvestido por completo) fuese hombre o mujer.
En tiempos más recientes, se ha usado la imagen de la mujer crucificada de forma metafórica, equiparando los sufrimientos que ha tenido que soportar a lo largo de la historia con el suplicio por el que pasó Jesucristo.
Son muy pocas las manifestaciones de este tipo conocidas hasta la actualidad, cabiendo resaltar que su exposición suele ir acompañada de graves controversias entre los defensores de la libertad de expresión y los que piensan que las imágenes religiosas no deben ser profanadas.

## En la cultura popular

### Cine
- Título original: Sirens. Año: 1994. Dirección: John Duigan. Intérpretes:Hugh Grant, Tara Fitzgerald, Sam Neill, Elle Macpherson, Portia de Rossi, Kate Fischer. Sinopsis: Un joven pastor protestante y su esposa son comisionados por el obispo de la región para que visiten a un excéntrico pintor, adicto a la pintura erótica. Han de tratar de persuadirlo para que retire de la vista del público un polémico lienzo titulado Venus crucificada…

### Literatura
¿Y si Dios fuera mujer?
pregunta Juan sin inmutarse,
vaya, vaya si Dios fuera mujer
es posible que agnósticos y ateos
no dijéramos no con la cabeza
y dijéramos sí con las entrañas. 

Tal vez nos acercáramos a su divina desnudez
para besar sus pies no de bronce,
su pubis no de piedra,
sus pechos no de mármol,
sus labios no de yeso. 
Si Dios fuera mujer la abrazaríamos
para arrancarla de su lontananza
y no habría que jurar
hasta que la muerte nos separe
ya que sería inmortal por antonomasia
y en vez de transmitirnos SIDA o pánico
nos contagiaría su inmortalidad. 
Si Dios fuera mujer no se instalaría
lejana en el reino de los cielos,
sino que nos aguardaría en el zaguán del infierno,
con sus brazos no cerrados,
su rosa no de plástico
y su amor no de ángeles. 

Ay Dios mío, Dios mío
si hasta siempre y desde siempre
fueras una mujer
qué lindo escándalo sería,
qué venturosa, espléndida, imposible,
prodigiosa blasfemia.

Mario Benedetti.

### Música
- 2007. Britney Spears. Blackout (carátula).

En Tokusatsu Kamen Rider Black Kyoko es crucificada por cruel Bilgenia y Kamen Rider Black lo salvó y El Fantástico Jaspion una jovencita milagrosa han sido crucificada por salvar un poderoso monstruo maligno

## Crucificadas

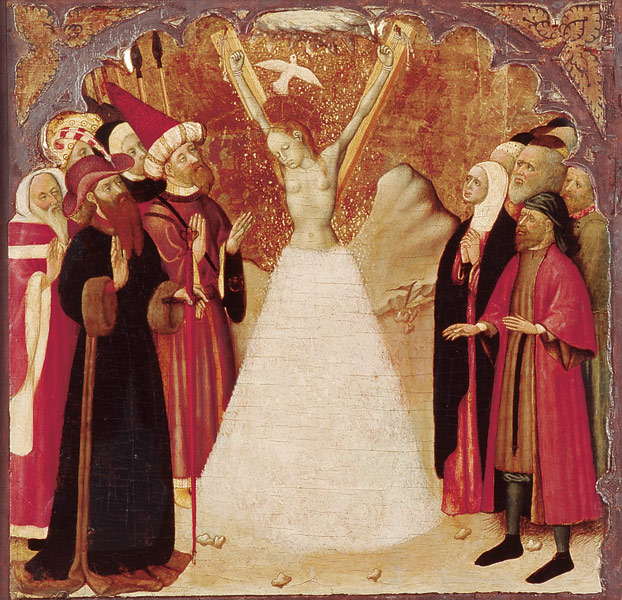
Bernat Martorell. Martirio de Santa Eulalia. c. 1427-1437.
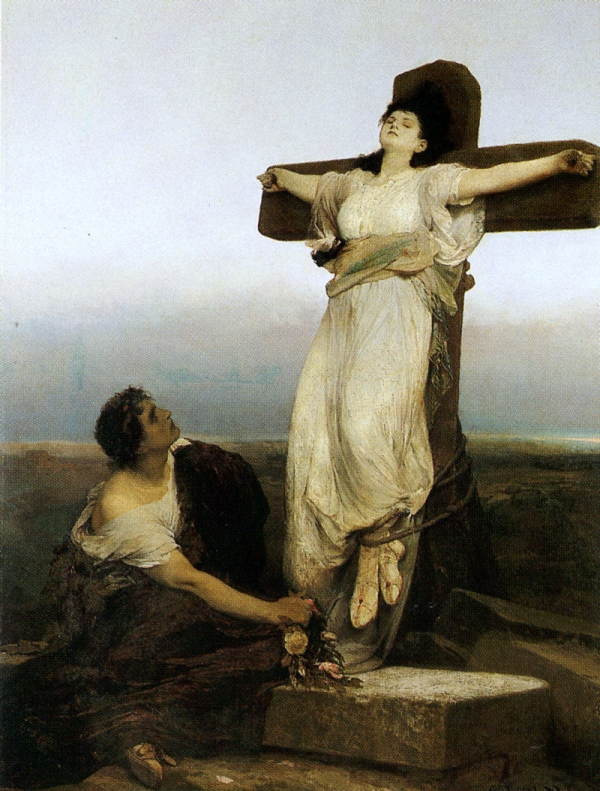
Gabriel von Max. Santa Julia de Cartago. 1866.
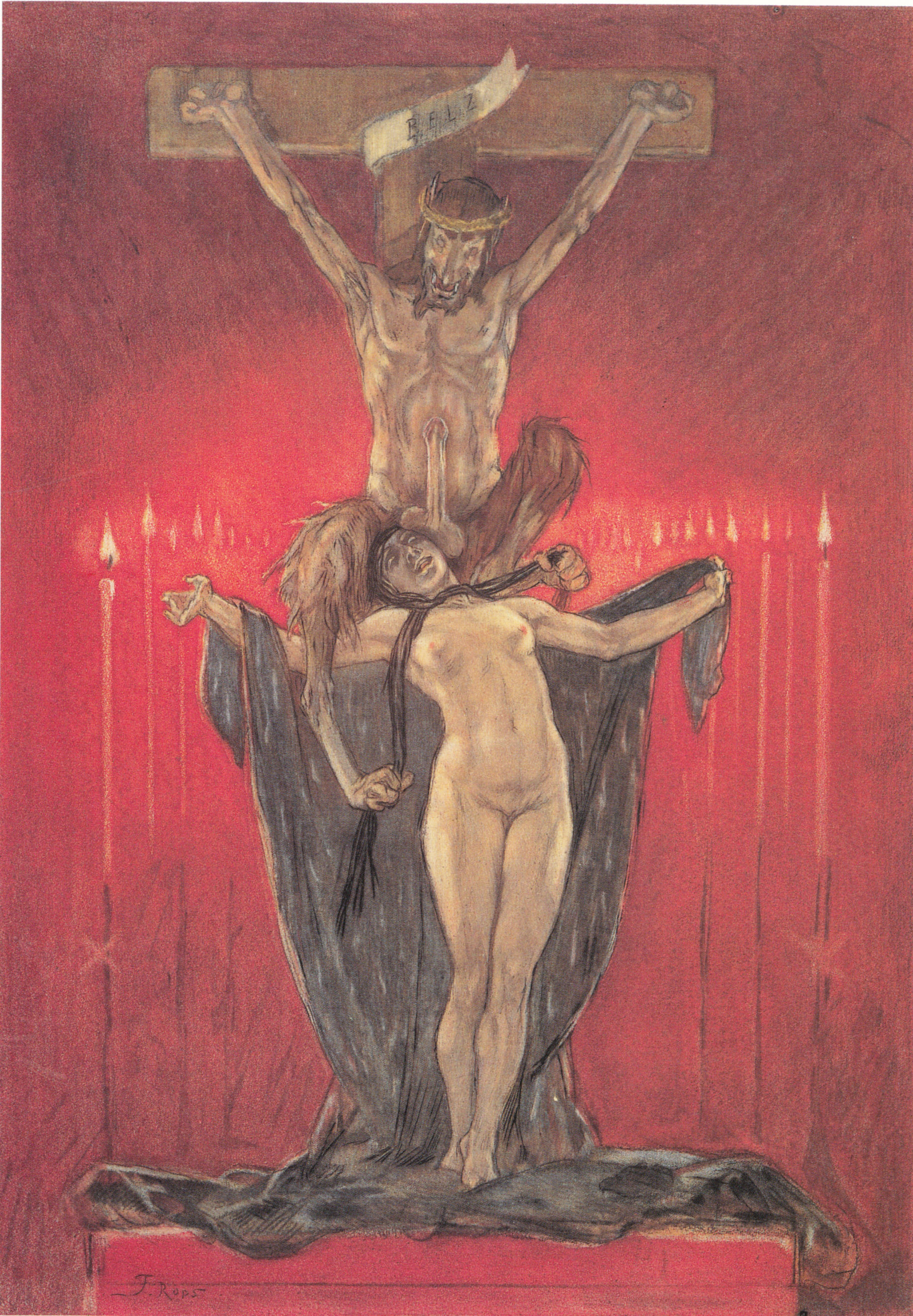
Félicien Rops. Los satánicos o El calvario. 1882.
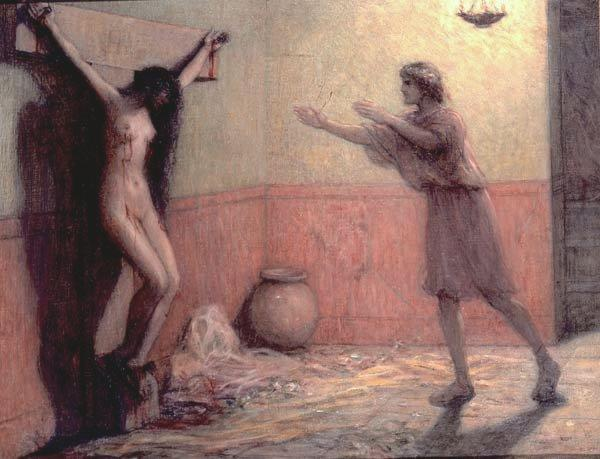
Louis-Joseph-Raphaël Collin. Mujer crucificada. 1890.
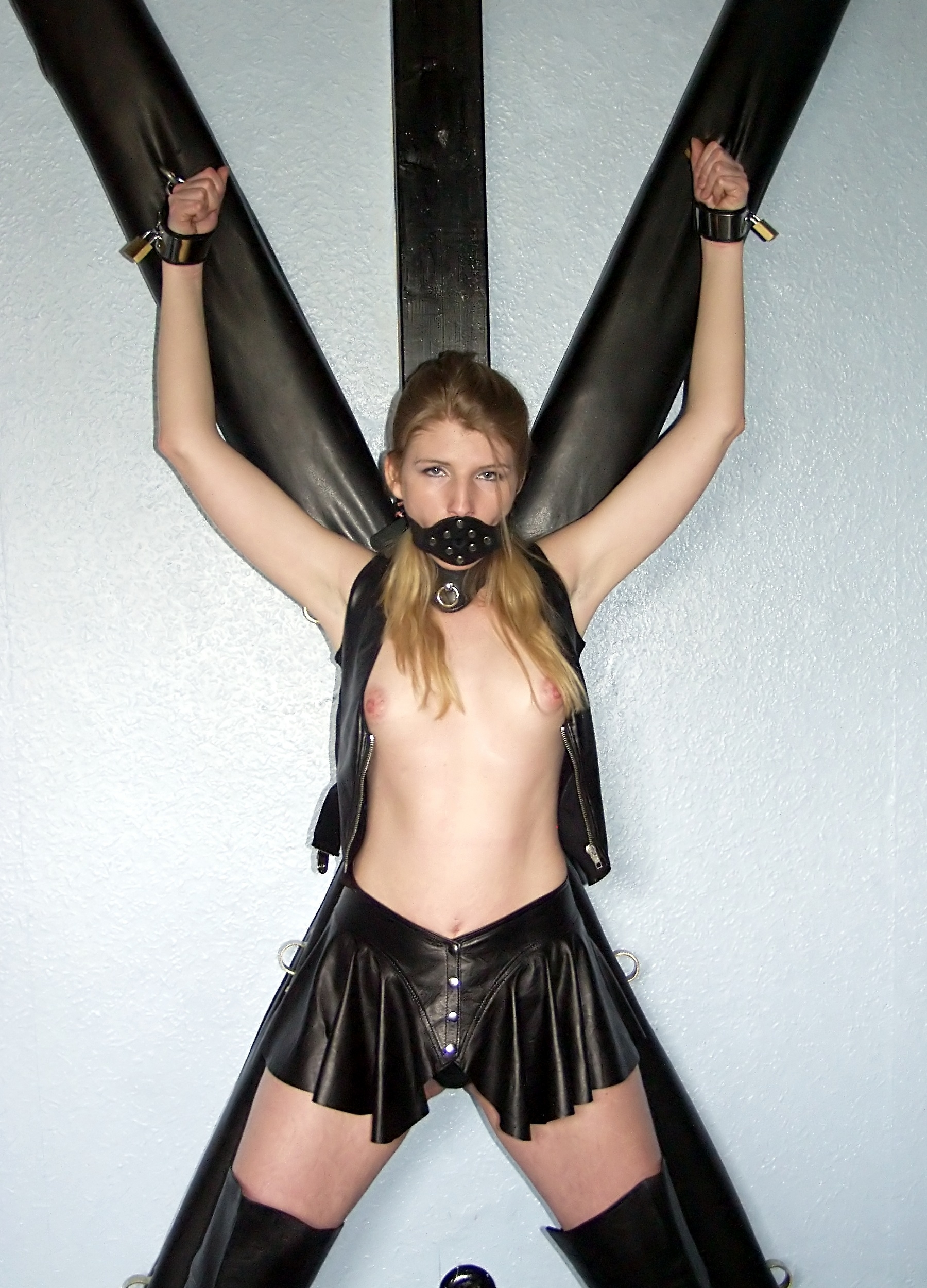
Cruz de San Andrés (fotografía de marzo de 2006).
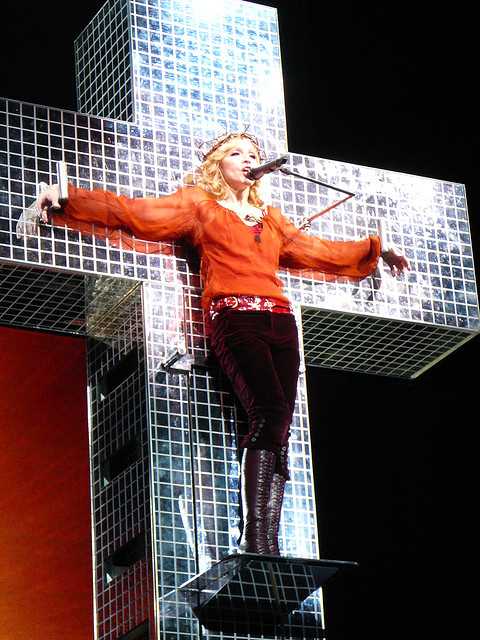
Madonna durante un concierto en 2006.
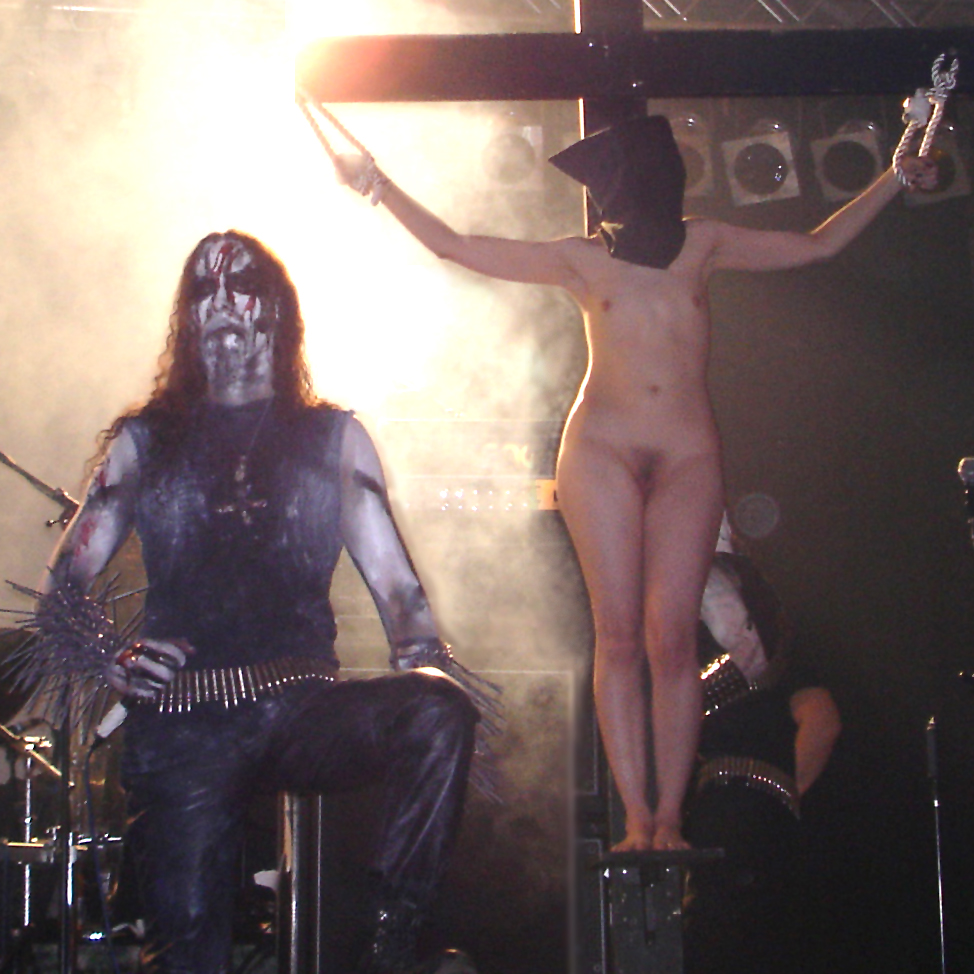
Concierto de Gorgoroth en 2008.
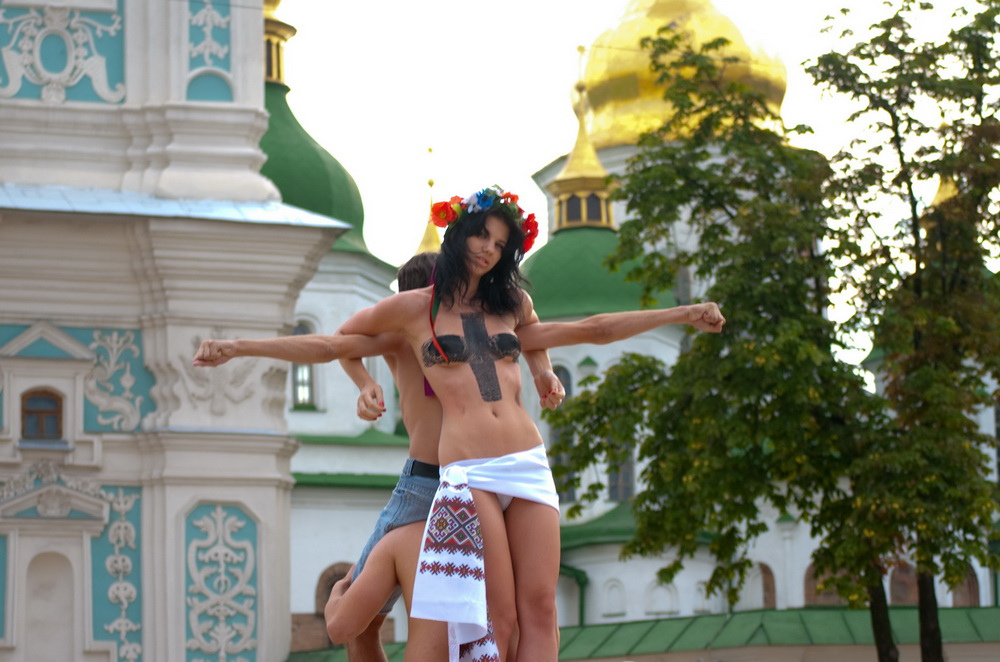
Activista de Femen durante un acto de protesta en la catedral de Santa Sofía de Kiev en 2010.